# Belinda (album Belindy Peregrin)
Belinda – debiutancki album studyjny meksykańskiej piosenkarki Belindy. Został wydany 5 sierpnia 2003 roku nakładem Sony BMG i RCA Records.

## Lista utworów
| #   | Tytuł              | Czas |
| --- | ------------------ | ---- |
| 1.  | Lo siento          | 3:30 |
| 2.  | Ángel              | 3:42 |
| 3.  | Boba Niña Nice     | 3:02 |
| 4.  | Vivir              | 3:04 |
| 5.  | Princesa           | 4:45 |
| 6.  | Niña De Ayer       | 3:26 |
| 7.  | No entiendo        | 4:04 |
| 8.  | Be Free            | 3:35 |
| 9.  | ¿Dónde Iré Yo?     | 3:33 |
| 10. | Voy A Conquistarte | 3:23 |
| 11. | Lo Puedo Lograr    | 3:57 |
| 12. | Sin Dolor          | 3:51 |
| 13. | Fuerte             | 3:17 |

### Repackage
W 2004 roku wyszła nowa ulepszona wersja tej płyty. Została udoskonalona o duet z Con Andym i Lucasem "No Entiendo (Con Andy & Lucas)".
| #   | Tytuł                          | Czas |
| --- | ------------------------------ | ---- |
| 14. | No Entiendo (Con Andy & Lucas) | 4:06 |

### Enhanced
6 kwietnia 2004 roku wyszła nowa wersja tej płyty wzbogacona o 2 remiksy i 2 wideoklipy.
| #   | Tytuł                             | Czas  |
| --- | --------------------------------- | ----- |
| 14. | Lo Siento (Remix Main Version)    | 5:15  |
| 15. | Boba Niña Nice (Niño Powser Mix)  | 5:20  |
| 16. | Lo Siento (Multimedia Track)      | video |
| 17. | Boba Niña Nice (Multimedia Track) | video |

### Edicíon Especial
w 2004 roku w Meksyku wyszła wersja specjalna z dodatkowymi dwoma piosenkami w wersji karaoke, 3 remiksami + DVD.
| #   | Tytuł                            | Czas |
| --- | -------------------------------- | ---- |
| 14. | Ángel (karaoke)                  | 3:41 |
| 15. | Vivir (karaoke)                  | 3:14 |
| 16. | Lo Siento (Remix Main Version)   | 5:15 |
| 17. | Boba Niña Nice (Niño Powser Mix) | 5:20 |
| 18. | Ángel (Extended Remix)           | 6:26 |

#### Wideoklipy
| #  | Tytuł                      |
| -- | -------------------------- |
| 1. | Lo Siento                  |
| 2. | Boba Niña Nice             |
| 3. | Ángel                      |
| 4. | Detrás de Cámaras "Ángel"  |
| 5. | Detrás de Cámaras "Azotea" |